# بلبل بورو الذهبي
بلبل بورو الذهبي (الاسم العلمي:Alophoixus mystacalis) (بالإنجليزية: Buru golden bulbul)‏ هو نوع من الطيور يتبع جنس البلبل الذهبي من فصيلة البلابل.